# Colapso inducido por el ejercicio

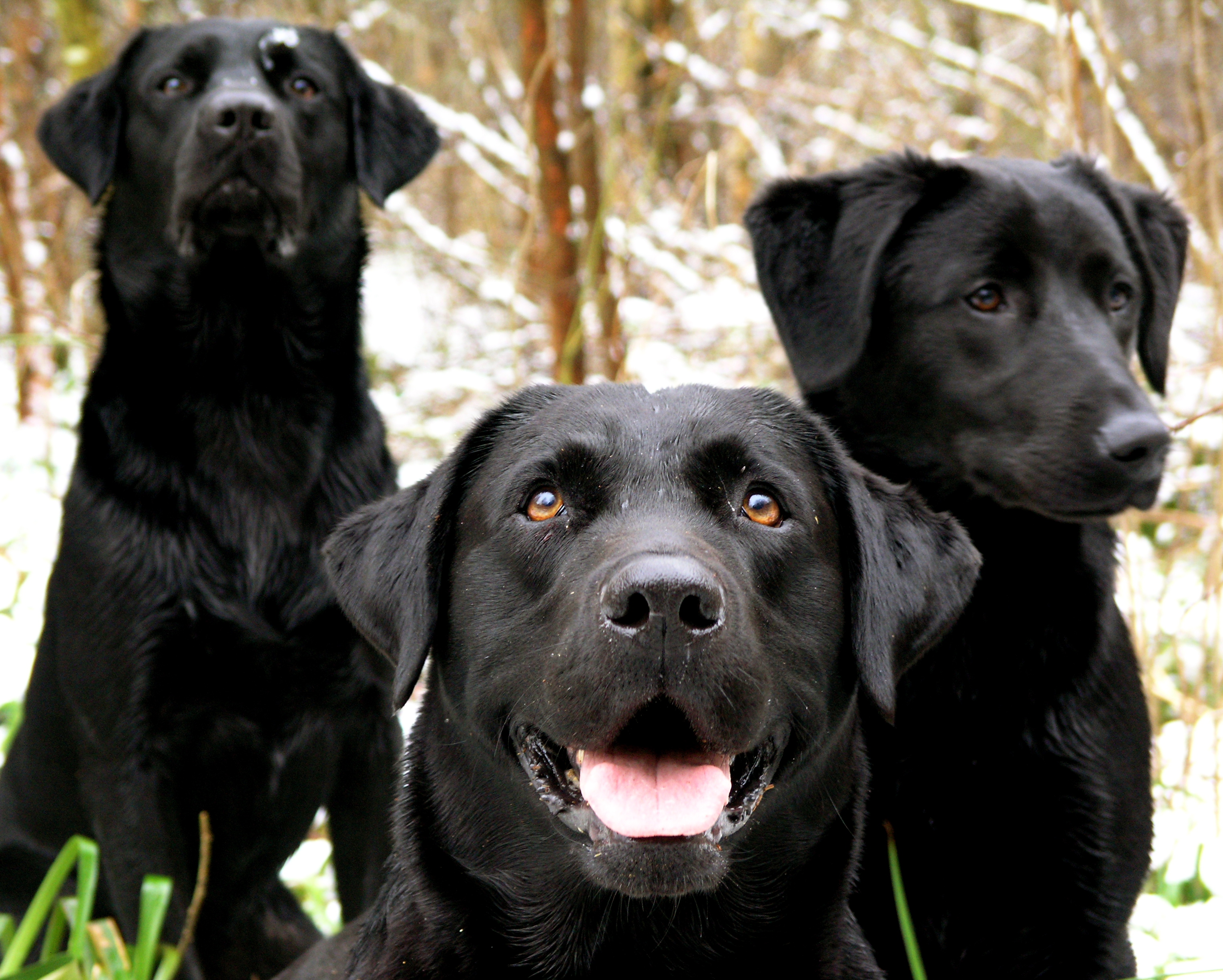
El Labrador Retriever es la raza más común en ser afectada por el colapso inducido por el ejercicio.

El colapso inducido por el ejercicio es un síndrome genético, que ocurre predominantemente en razas caninas como Labrador retrievers, Retriever de Chesapeake, Retriever de pelo rizado, Boykin Spaniel, Cocker Spaniel, Braco alemán de pelo duro, Bobtail, Boyero de Flandes o Corgi galés de Pembroke.
El síndrome fue identificado en el ADN de ejemplares Boykin Spaniels en 2010, habiéndose diagnosticado erróneamente muchos de estos colapsos como infartos.
Los perros afectados muestran signos de debilidad muscular, pérdida de coordinación, incremento severo de la temperatura del cuerpo y colapso vital cuando participan en ejercicios duros de actividad. Estos perros pueden tolerar un ejercicio moderado, pero tan solo entre 5 y 20 minutos de actividad fuerte o excitamiento extremo, como los que se producen en pruebas de campo o pruebas de caza, pueden inducir a una debilidad extrema o un colapso de este tipo. 
Algunos de los perros estudiados mueren durante el ejercicio o mientras descansan inmediatamente después de uno de estos episodios, por lo que, cuando se percibe alguno de los síntomas, hay que parar por completo su actividad.